# (19620) Auckland
(19620) Auckland est un astéroïde de la ceinture principale.

## Description
(19620) Auckland est un astéroïde de la ceinture principale. Il fut découvert le 18 août 1999 à Auckland par l'observatoire d'Auckland. Il présente une orbite caractérisée par un demi-grand axe de 2,69 UA, une excentricité de 0,15 et une inclinaison de 14,1° par rapport à l'écliptique.

## Compléments